# Patinage de vitesse aux Jeux olympiques de la jeunesse d'hiver de 2020
Navigation
2016 2024
Les sept épreuves de patinage de vitesse aux Jeux olympiques de la jeunesse d'hiver de 2020 ont lieu du 12 au 16 janvier 2020 au lac de Saint-Moritz en Suisse.

## Résultats

### Hommes
| Épreuves      | Or             | Or            | Argent             | Argent        | Bronze         | Bronze        |
| ------------- | -------------- | ------------- | ------------------ | ------------- | -------------- | ------------- |
| 500 mètres    | Yudai Yamamoto | 36 s 42       | Nil Llop Izquierdo | 36 s 60       | Xue Zhiwen     | 36 s 67       |
| 1 500 mètres  | Motonaga Arito | 1 min 52 s 24 | Pavel Taran        | 1 min 53 s 74 | Jonathan Tobon | 1 min 55 s 67 |
| Départ groupé | Motonaga Arito | 30 pts        | Diego Amaya        | 20 pts        | Pavel Taran    | 10 pts        |

### Femmes
| Épreuves      | Or             | Or            | Argent         | Argent        | Bronze         | Bronze        |
| ------------- | -------------- | ------------- | -------------- | ------------- | -------------- | ------------- |
| 500 mètres    | Isabel Grevelt | 40 s 57       | Wang Jingyi    | 41 s 07       | Yukino Yoshida | 41 s 16       |
| 1 500 mètres  | Myrthe De Boer | 2 min 10 s 44 | Yuka Takahashi | 2 min 10 s 58 | Yang Binyu     | 2 min 10 s 93 |
| Départ groupé | Yang Binyu     | 30 pts        | Zuzana Kuršová | 25 pts        | Katia Filippi  | 10 pts        |

### Mixte
| Épreuves           | Or                                                                    | Or            | Argent                                                           | Argent        | Bronze                                                                         | Bronze        |
| ------------------ | --------------------------------------------------------------------- | ------------- | ---------------------------------------------------------------- | ------------- | ------------------------------------------------------------------------------ | ------------- |
| Sprint par équipes | Équipe 3 Sini Siro Yukino Yoshida Ignaz Gschwentner Alexander Sergeev | 2 min 04 s 10 | Équipe 16 Laura Kivioja Daria Kopacz Theo Collins Motonaga Arito | 2 min 05 s 92 | Équipe 14 Ramona Ionel Valeriia Sorokoletova Tuukka Suomalainen Jonathan Tobon | 2 min 05 s 96 |

## Tableau des médailles
| Rang  | Nation     | Or | Argent | Bronze | Total |
| ----- | ---------- | -- | ------ | ------ | ----- |
| 1     | Japon      | 3  | 1      | 1      | 5     |
| 2     | Pays-Bas   | 2  | 0      | 0      | 2     |
| 3     | Chine      | 1  | 1      | 2      | 4     |
| 4     | Russie     | 0  | 1      | 1      | 2     |
| 5     | Colombie   | 0  | 1      | 0      | 1     |
| 5     | Espagne    | 0  | 1      | 0      | 1     |
| 5     | Tchéquie   | 0  | 1      | 0      | 1     |
| 8     | États-Unis | 0  | 0      | 1      | 1     |
| 8     | Italie     | 0  | 0      | 1      | 1     |
| Total | Total      | 6  | 6      | 6      | 18    |